# 日本旋法を基調とした交響曲
日本旋法を基調とした交響曲（Symphony based on Japanese mode)は市川都志春が作曲した交響曲である。1977年に完成され、同年ズデニェク・コシュラー指揮チェコ・フィルハーモニー管弦楽団で録音されたがその後大きく改訂を加え、最終稿は1985年に外山雄三指揮NHK交響楽団で録音された。演奏時間は約38分。

## 編成
ピッコロ3、フルート3、オーボエ2、コールアングレ1、クラリネット2、アルト・サキソフォン（またはバス・クラリネット）1、テナー・サキソフォン1、ファゴット2、コントラファゴット1、ホルン4、トランペット3、トロンボーン3、テューバ1、ハープ2、チェレスタ1、ティンパニ1、スネアドラム1、トムトム1、バスドラム1、タンバリン1、トライアングル1、シンバル1、タムタム1、グロッケンシュピール1、マリンバ1、ヴィブラフォン1、ベル1、弦楽五部の3管編成。

## 構成
第1楽章「陰の章」と第2楽章「陽の章」から成る2楽章の交響曲である。第2楽章が第1楽章の二倍近い時間を要する絵巻物風の展開となっている。

### 陰の章
演奏時間は約14分。戦争体験と作曲者の心底に横たわっていた「陰の美学」を音楽で表現している。
戦雲急をつげるような荒々しい総奏の導入で幕を開ける。このモティーフは、その後トロンボーンが吹く「悲愴美の主題」のフラグメントの先行である。トロンボーンからホルンへ、そしてトランペットのリズム動機も加勢してこの主題が驀進する。一旦勢いを緩めた後、再び上昇して「陰を克服する意志の副主題」が弦楽で決然として奏でられ、ホルンに渡る。強い語調を繰り返し、「哀感の第2主題」がファゴットを軸に歌われる。弦楽から始まるフーガ的な展開は、副主題を変容させたものである。続いてホルンとトランペットが「悲愴美の主題」の変形をはさみ、再び第2主題に基づく旋律で大きな展開へと進む。総奏の後にやや趣を変えたエピソードとなる。その後再び「意志の副主題」がポリフォニックな展開をみせ、ヴァイオリンで始まる「苦悩の第1主題」に到達する。副主題のモティーフによる展開がオーケストラ全体に拡がり、ほとんどユニゾンとなって確認した後提示部は終わる。反復部は強い踏込みで始まり、甘美なオスティナートとなる。が、次第に華麗な響きへと転じ、次に副主題の動機と第2主題が組み合わされた楽想が展開されテンポを速めて変奏へと進む。最後はファンファーレと各動機が絡み合うコーダに突入し、嬰ハ・ト・変イの三種の音で決然と結ばれる。

### 陽の章
演奏時間は約24分。日本古来の様々な「うた」をモデルに、西欧型の音思考を否定した作曲者の持論に基づく創作体系を交響管弦楽で表現している。
「馬子唄ふうな主題」、「わらべ唄ふうな主題」、「船頭唄ふうな展開」、「念仏歌ふうな展開」、「フィナーレ」の5段で構成されている。5音音階の和声、5つの音の複合リズム、5拍子を中心とした変拍子など「5」の数字が支配している。